# Hymne national turkmène
L’hymne national du Turkménistan est appelé officiellement hymne national du Turkménistan indépendant et neutre (en turkmène : Garassyz, Bitarap, Türkmenistanyn Döwlet Gimni, en cyrillique : Гарашсыз, Битарап Түркменистаның Дөвлет Гимни). Les paroles ont été écrites par le premier président du Turkménistan, Saparmurat Niyazov (également connu sous le nom de Turkmenbashi ou Türkmenbaşyn), mort le 21 décembre 2006. Deux ans après sa mort, la référence à Turkmenbashi dans le chœur est remplacée par celle au peuple. La musique a été composée par Veli Mukhatov,,,.

## Texte
Le texte de l'hymne est donné ici dans sa forme actuelle, suivie par le texte original de la période Niyazov.

## Paroles actuelles
| Alphabet latin (officiel) | Alphabet cyrillique | Écriture perso-arabe | Transcription API |
| I Janym gurban saňa, erkana ýurdum Mert pederleň ruhy bardyr könülde. Bitarap, Garaşsyz topragyň nurdur Baýdagyň belentdir dünýän önünde. Gaýtalama: Halkyň guran baky beýik binasy Berkarar döwletim, jigerim–janym. Başlaryň täji sen, diller senasy Dünýä dursun, sen dur, Türkmenistanym! II Gardaşdyr tireler, amandyr iller Owal–ahyr birdir bizin ganymyz. Harasatlar almaz, syndyrmaz siller Nesiller döş gerip gorar şanymyz. Gaýtalama, | I Җаным гурбан саңа, эркана юрдум Мерт педерлең рухы бардыр көнүлде. Битарап, Гарашсыз топрагың нурдур Байдагың белентдир дүнйән өнүнде. Гайталама: Халкың гуран бакы бейик бинасы Беркарар дөвлетим, җигерим–җаным. Башларың тәҗи сен, диллер сенасы Дүнйә дурсун, сен дур, Түркменистаным! II Гардашдыр тирелер, амандыр иллер Овал–ахыр бирдир бизин ганымыз. Харасатлар алмаз, сындырмаз силлер Несиллер дөш герип горар шанымыз. Гайталама | ١ جانؽم قربان سانگا، ارقانا يوُردوُم مرت پدرلنگ روُخؽ باردؽر کؤنۆلده. بيتاراپ، قاراشسؽز توْپراغؽنگ نوُردوُر بايداغؽنگ بلنتدير دنیأن اؤنۆنده. قايتالاما: خلقؽنگ قرآن باقؽ بييك بيناسؽ برقارار دولتيم، جگريم–جانؽم. باشلارؽنگ تأجى سن، ديللر سناسؽ دنیا دوُرسوُن، سن دوُر، تۆرکمنيستانؽم! ٢ قارداشدؽر تيرلر، آماندؽر ايللر اول–آخر بيردير بيزين قانؽمؽز. خاراساتلاز آلماز، سؽندؽرماز سيللر نسللر دؤش گريپ قوْرار شانؽمؽز. قايتالاما | 1 [d͡ʒɑnɯm ɢuɾbɑn θɑɴɑ \| e̞ɾqɑnɑ juɾd̪um] [me̞ɾt̪ pe̞d̪e̞ɾle̞ŋ ɾuχɯ bɑɾd̪ɯɾ cø̞nyld̪e̞ ‖] [bit̪ɑɾɑp \| ɢɑɾɑʃθɯð t̪ø̞pɾɑʁɯɴ nuɾd̪uɾ] [bɑjd̪ɑʁɯɴ be̞le̞nt̪d̪iɾ d̪ynjæn ø̞nynd̪e̞ ‖] [ɢɑjt̪ɑɫɑmɑ] [χɑɫqɯɴ ɢuɾɑn bɑqɯ be̞jic binɑθɯ] [be̞ɾqɑɾɑɾ d̪ø̞βle̞t̪im \| d͡ʒiɟe̞ɾim d͡ʒɑnɯm ‖] [bɑʃɫɑɾɯɴ t̪æd͡ʒi θe̞n \| d̪ilːe̞ɾ θe̞nɑθɯ] [d̪ynjæ d̪uɾθun \| θe̞n d̪uɾ \| t̪yɾcme̞niθt̪ɑnɯm] 2 [ɢɑɾd̪ɑʃd̪iɾ t̪iɾe̞le̞ɾ \| ɑmɑnd̪ɯɾ ilːe̞ɾ] [o̞βɑɫɑχɯɾ biɾd̪iɾ biðin ɢɑnɯmɯð ‖] [χɑɾɑθɑt̪ɫɑɾ ɑɫmɑð \| θɯnd̪ɯɾmɑð θilːe̞ɾ] [ne̞θilːe̞ɾ d̪ø̞ʃ ɟe̞ɾip ɢo̞ɾɑɾ ʃɑnɯmɯð ǁ] [ɢɑjt̪ɑɫɑmɑ] |

## Paroles originales
| Alphabet latin (officiel) | Alphabet cyrillique | Écriture perso-arabe | Transcription API |
| Gaýtalama: Türkmenbaşyň guran beýik binasy Berkarar döwletim, jigerim–janym. Başlaryň täji sen, diller senasy Dünýä dursun, sen dur, Türkmenistanym! I Janym gurban saňa, erkana ýurdum Mert pederleň ruhy bardyr könülde. Bitarap, Garaşsyz topragyň nurdur Baýdagyň belentdir dünýän önünde. Gaýtalama II Gardaşdyr tireler, amandyr iller Owal–ahyr birdir bizin ganymyz. Harasatlar almaz, syndyrmaz siller Nesiller döş gerip gorar şanymyz. Gaýtalama III Arkamdyr bu daglar, penamdyr düzler Ykbalym, namysym, togabym, Watan! Saňa şek ýetirse, kör bolsun gözler Geçmişim, geljegim, dowamym, Watan! | Гайталама: Түркменбашың гуран бейик бинасы Беркарар дөвлетим, җигерим–җаным. Башларың тәҗи сен, диллер сенасы Дүнйә дурсун, сен дур, Түркменистаным! I Җаным гурбан саңа, эркана юрдум Мерт педерлең рухы бардыр көнүлде. Битарап, Гарашсыз топрагың нурдур Байдагың белентдир дүнйән өнүнде. Гайталама II Гардашдыр тирелер, амандыр иллер Овал–ахыр бирдир бизин ганымыз. Харасатлар алмаз, сындырмаз силлер Несиллер дөш герип горар шанымыз. Гайталама III Аркамдыр бу даглар, пенамдыр дүзлер Ыкбалым, намысым, тогабым, Ватан! Саңа шек етирсе, көр болсун гөзлер Гечмишим, гелҗегим, довамым, Ватан! | قايتالاما: تۆرکمن‌باشینگ قرآن بييك بيناسؽ برقارار دولتيم، جگريم–جانؽم. باشلارؽنگ تأجى سن، ديللر سناسؽ دنیا دوُرسوُن، سن دوُر، تۆرکمنيستانؽم! ١ جانؽم قربان سانگا، ارقانا يوُردوُم مرت پدرلنگ روُخؽ باردؽر کؤنۆلده. بيتاراپ، قاراشسؽز توْپراغؽنگ نوُردوُر بايداغؽنگ بلنتدير دنیأن اؤنۆنده. قايتالاما ٢ قارداشدؽر تيرلر، آماندؽر ايللر اول–آخر بيردير بيزين قانؽمؽز. خاراساتلاز آلماز، سؽندؽرماز سيللر نسللر دؤش گريپ قوْرار شانؽمؽز. قايتالاما ٣ آرقامدؽر بوُ داغلار، پنامدؽر دۆزلر إقبالؽم، نامؽسؽم، تغابؽم، وطن! سانکا شك يتيرسه، کور بوْلسوُن گؤزلر گچميشيم، گلجگيم، دوْوامؽم، وطن! | [ɢɑjt̪ɑɫɑmɑ] [t̪yɾcme̞nbɑʃɯɴ ɢuɾɑn be̞jic binɑθɯ] [be̞ɾqɑɾɑɾ d̪ø̞βle̞t̪im \| d͡ʒiɟe̞ɾim d͡ʒɑnɯm ‖] [bɑʃɫɑɾɯɴ t̪æd͡ʒi θe̞n \| d̪ilːe̞ɾ θe̞nɑθɯ] [d̪ynjæ d̪uɾθun \| θe̞n d̪uɾ \| t̪yɾcme̞niθt̪ɑnɯm] 1 [d͡ʒɑnɯm ɢuɾbɑn θɑɴɑ \| e̞ɾqɑnɑ juɾd̪um] [me̞ɾt̪ pe̞d̪e̞ɾle̞ŋ ɾuχɯ bɑɾd̪ɯɾ cø̞nyld̪e̞ ‖] [bit̪ɑɾɑp \| ɢɑɾɑʃθɯð t̪ø̞pɾɑʁɯɴ nuɾd̪uɾ] [bɑjd̪ɑʁɯɴ be̞le̞nt̪d̪iɾ d̪ynjæn ø̞nynd̪e̞ ‖] [ɢɑjt̪ɑɫɑmɑ] 2 [ɢɑɾd̪ɑʃd̪iɾ t̪iɾe̞le̞ɾ \| ɑmɑnd̪ɯɾ ilːe̞ɾ] [o̞βɑɫɑχɯɾ biɾd̪iɾ biðin ɢɑnɯmɯð ‖] [χɑɾɑθɑt̪ɫɑɾ ɑɫmɑð \| θɯnd̪ɯɾmɑð θilːe̞ɾ] [ne̞θilːe̞ɾ d̪ø̞ʃ ɟe̞ɾip ɢo̞ɾɑɾ ʃɑnɯmɯð ǁ] [ɢɑjt̪ɑɫɑmɑ] 3 [ɑɾqɑmd̪ɯɾ bu d̪ɑʁɫɑɾ \| pe̞nɑmd̪ɯɾ d̪yðle̞ɾ] [ɯqbɑɫɯm \| nɑmɯθɯm \| t̪o̞ʁɑbɯm \| βɑt̪ɑn ‖] [θɑɴɑ ʃe̞c je̞t̪iɾθe̞ \| cø̞ɾ bo̞ɫθun ɟø̞ðle̞ɾ] [ɟe̞t͡ʃmiʃim \| ɟe̞ld͡ʒe̞ɟim \| d̪o̞βɑmɯm \| βɑt̪ɑn ‖] |

## Traduction française

### Paroles actuelles
I.

Je suis prêt à donner ma vie pour toi, mon pays.

Nos courageux ancêtres ont un esprit dans leur cœur,

C'est la lumière d'un pays indépendant et neutre.

Le drapeau flotte haut devant le monde.

Refrain :

La création éternellement grande bâtie par le peuple

Mon État fort, mon pays souverain.

Tu es la lumière et le chant de l'âme

Longue vie et prospérité, mon Turkménistan !

II.

Les tribus de ma nation sont unifiées

Le sang éternel de nos ancêtres coule à flots.

Dans les tempêtes et les moments malheureux, nous n'avons pas peur que

des générations se rassemblent pour protéger notre gloire.

Refrain.

### Paroles originales
Refrain.

La grande création bâtie par Türkmenbaşy

Mon État fort, mon pays souverain.

Tu es la lumière et le chant de l'âme

Longue vie et prospérité, mon Turkménistan !

I.

Je suis prêt à donner ma vie pour toi, mon pays.

Nos courageux ancêtres ont un esprit dans leur cœur,

C'est la lumière d'un pays indépendant et neutre.

Le drapeau flotte haut devant le monde.

Refrain.

II.

Les tribus de ma nation sont unifiées

Le sang éternel de nos ancêtres coule à flots.

Dans les tempêtes et les moments malheureux, nous n'avons pas peur que

des générations se rassemblent pour protéger notre gloire.

Refrain.

III.

Montagnes, rivières et beauté des steppes,

Amour et destin, ma révélation !

Que mes yeux deviennent aveugles à tout regard cruel sur toi,

Patrie de mes ancêtres et héritiers !